# St. Petrus (Deuchelried)

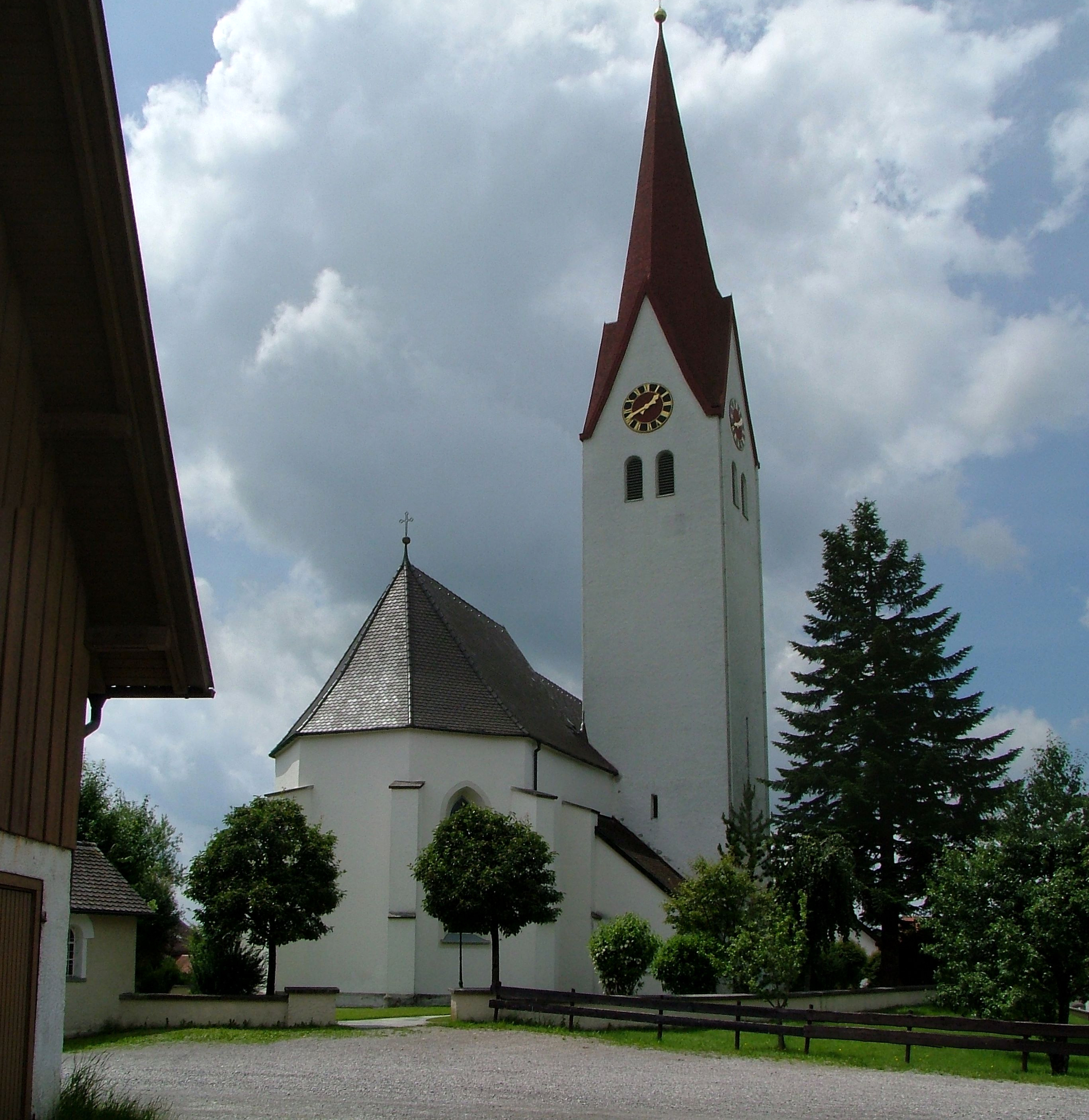
St. Petrus in Deuchelried

Die römisch-katholische Pfarrkirche St. Petrus steht in Deuchelried, einem Gemeindeteil der Stadt Wangen im Allgäu im Landkreis Ravensburg von Baden-Württemberg. Die Kirchengemeinde gehört zur Diözese Rottenburg-Stuttgart. Sie ist beim Landesamt für Denkmalpflege Baden-Württemberg als Baudenkmal eingetragen.

## Beschreibung

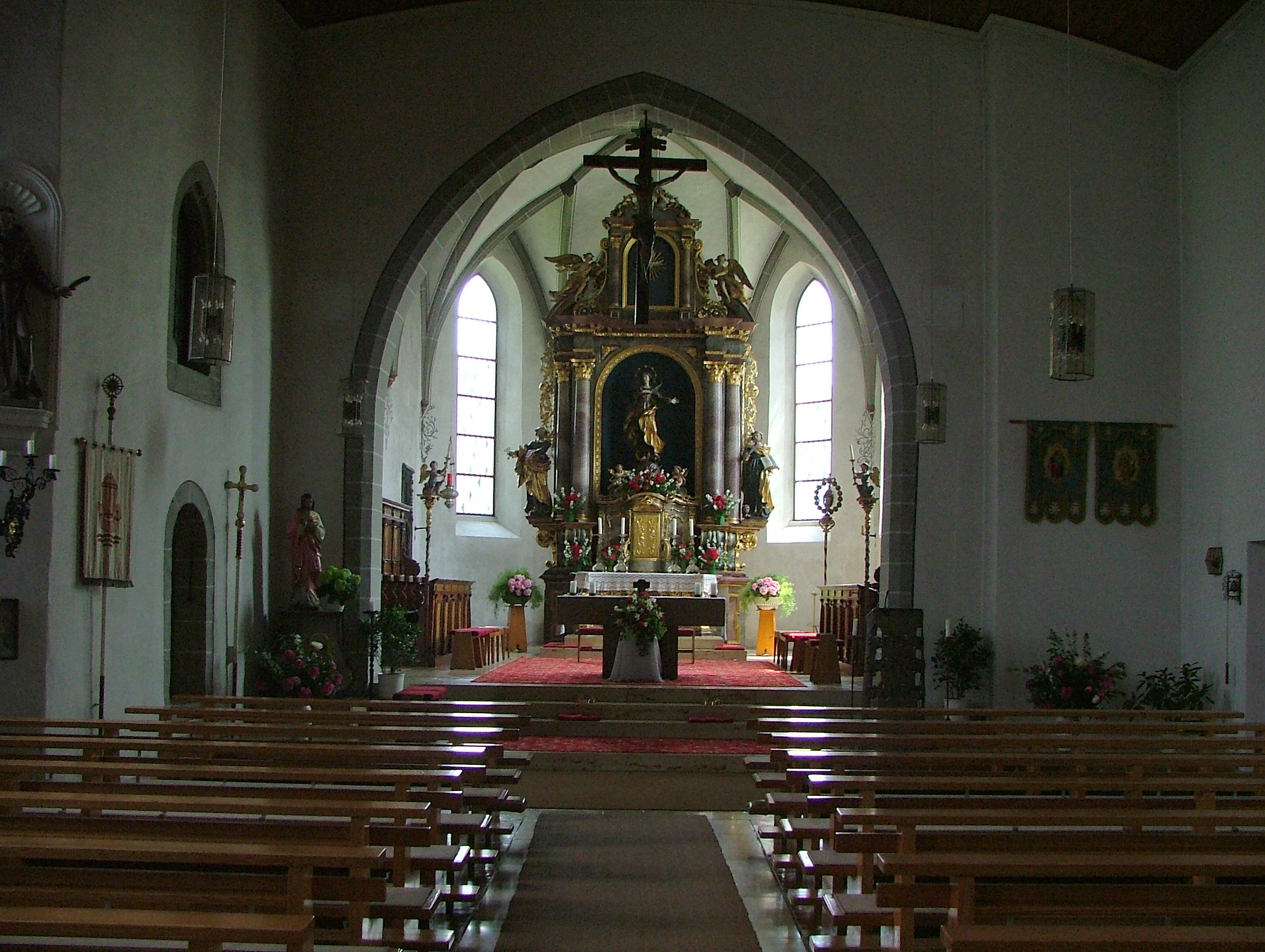
Blick zum Altar

Der von Strebepfeilern gestützte Chor der Saalkirche wurde 1465–67 erbaut. Der in der Nordseite des Langhauses neben dem Chor halb eingestellte Kirchturm ist mit seinen unteren Geschossen älter als der Chor. Er wurde später aufgestockt und mit einem spitzen Rhombendach bedeckt. Sein oberstes Geschoss beherbergt den Glockenstuhl, in dem fünf Kirchenglocken hängen. Auf seinem Giebel sind die Zifferblätter der Turmuhr untergebracht. Im Jahre 1966 wurde das alte Langhaus abgerissen und wesentlich größer mit einem Seitenschiff im Süden neu errichtet. 
Zur Kirchenausstattung im Innenraum gehören ein Tabernakel von 1470, der um 1720 erneuerte Hochaltar, eine Immaculata, die Franz Anton Kuen zugeschrieben wird, und eine Pietà, die Hans Zürn dem Älteren zugeschrieben wird. Die Kanzel und das Chorgestühl wurden 1687 eingebaut. Die Orgel wurde 1969 von Hans Karl gebaut.